# Tshuapa (rzeka)

Rzeka Tshuapa (na czerwono)

Tshuapa, Busira, Ruki – rzeka w Demokratycznej Republice Konga. Długość rzeki wynosi ok. 1300 km, powierzchnia dorzecza ok. 174 tys. km². Tshuapa po ujściu rzeki Lomela zmienia nazwę na Busira, a po ujściu Momboyo na Ruki, która pod tą nazwą wpływa do rzeki Kongo. Żeglowna na odcinku ok. 1100 km. Większe miasta leżące nad tą rzeką: Mbandaka, Boende.